# Gävlebocken

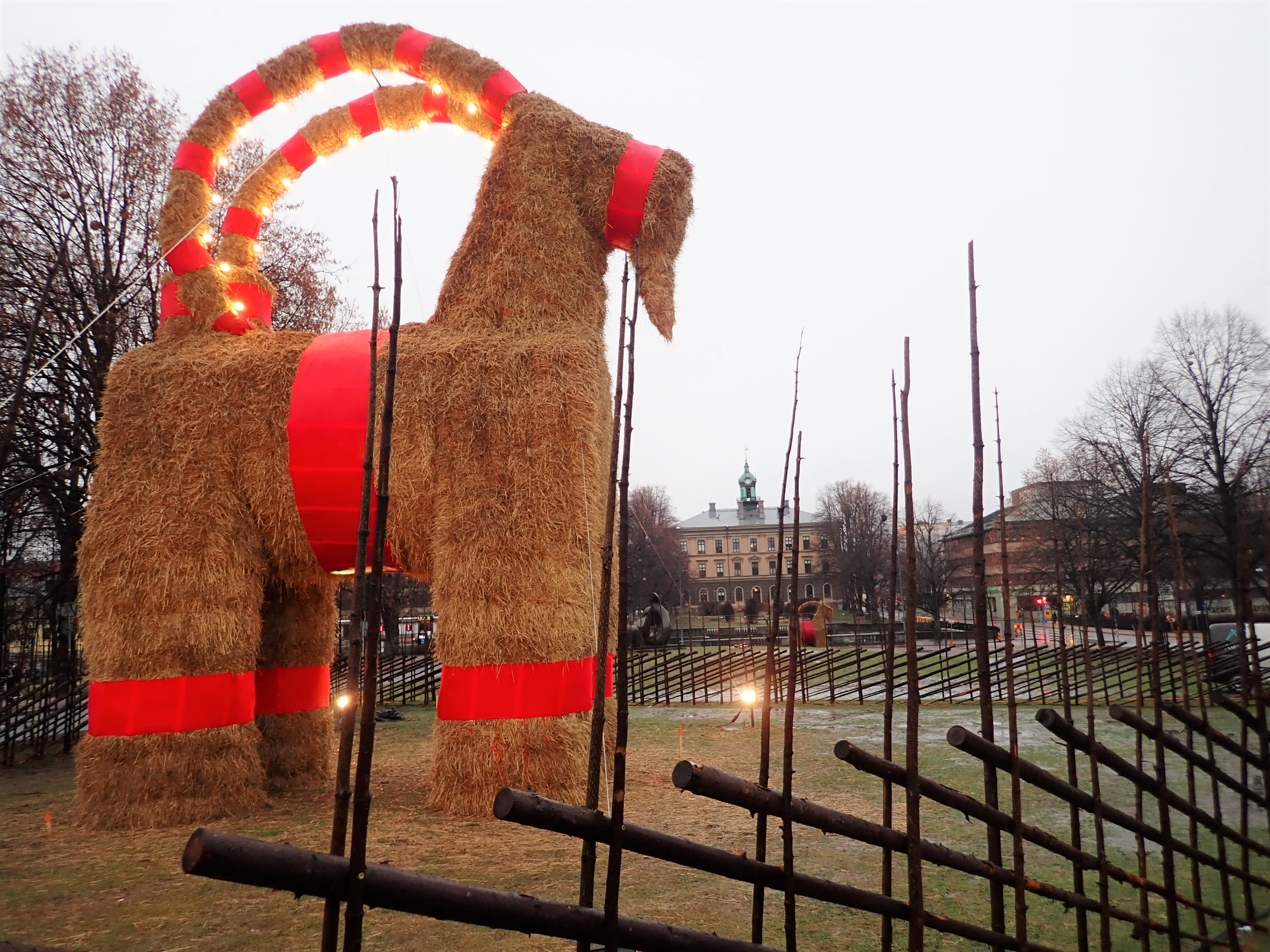
Gävlebocken rekordåret 2019, då bocken för första gången i historien klarat sig undan lågorna fler än två år i rad. Bocken vändes 180 grader, vilket gör det lättare att ta selfies.

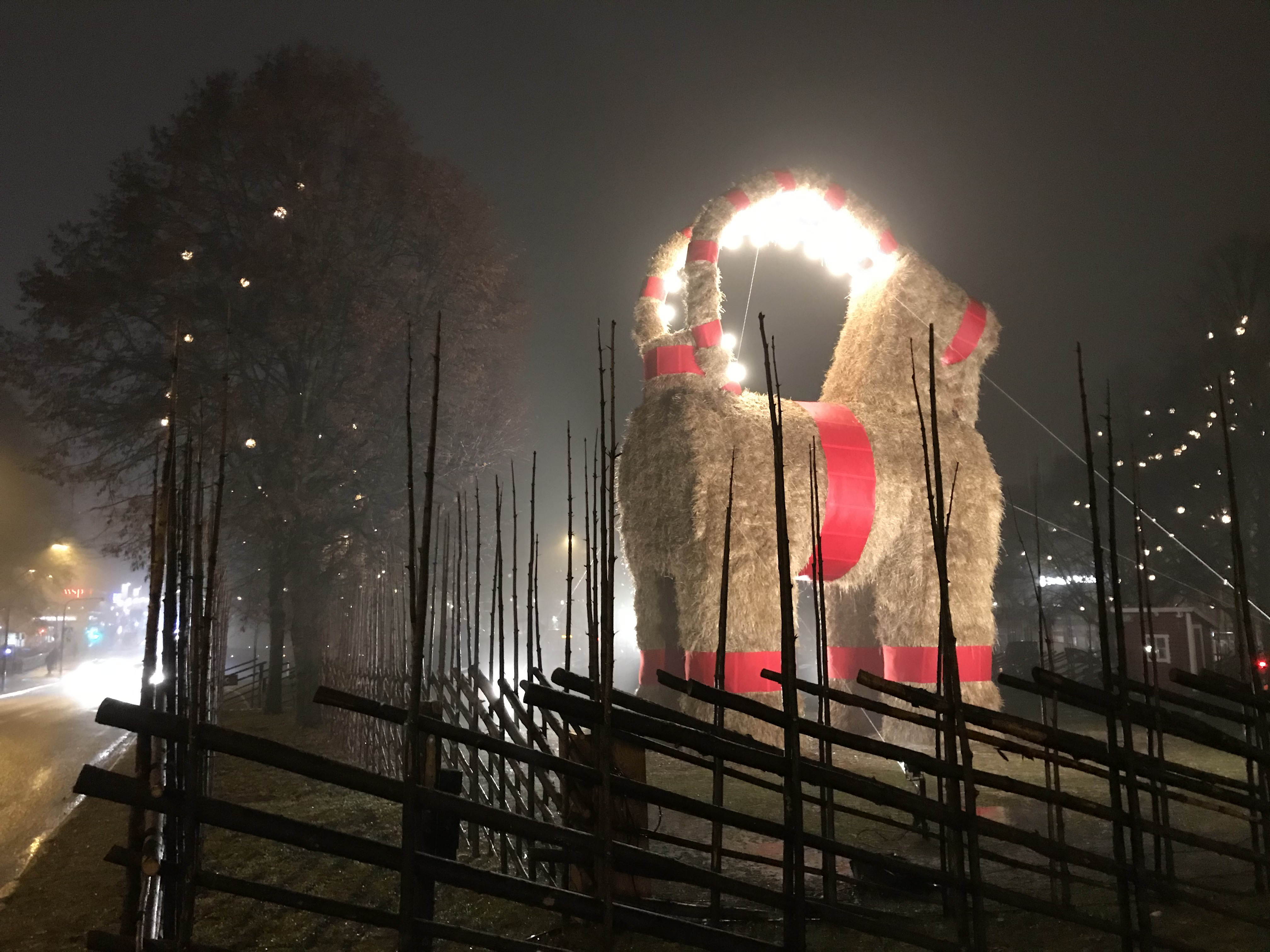
Sedan 2017 skyddas bocken bland annat med hjälp av dubbla, höga staket.

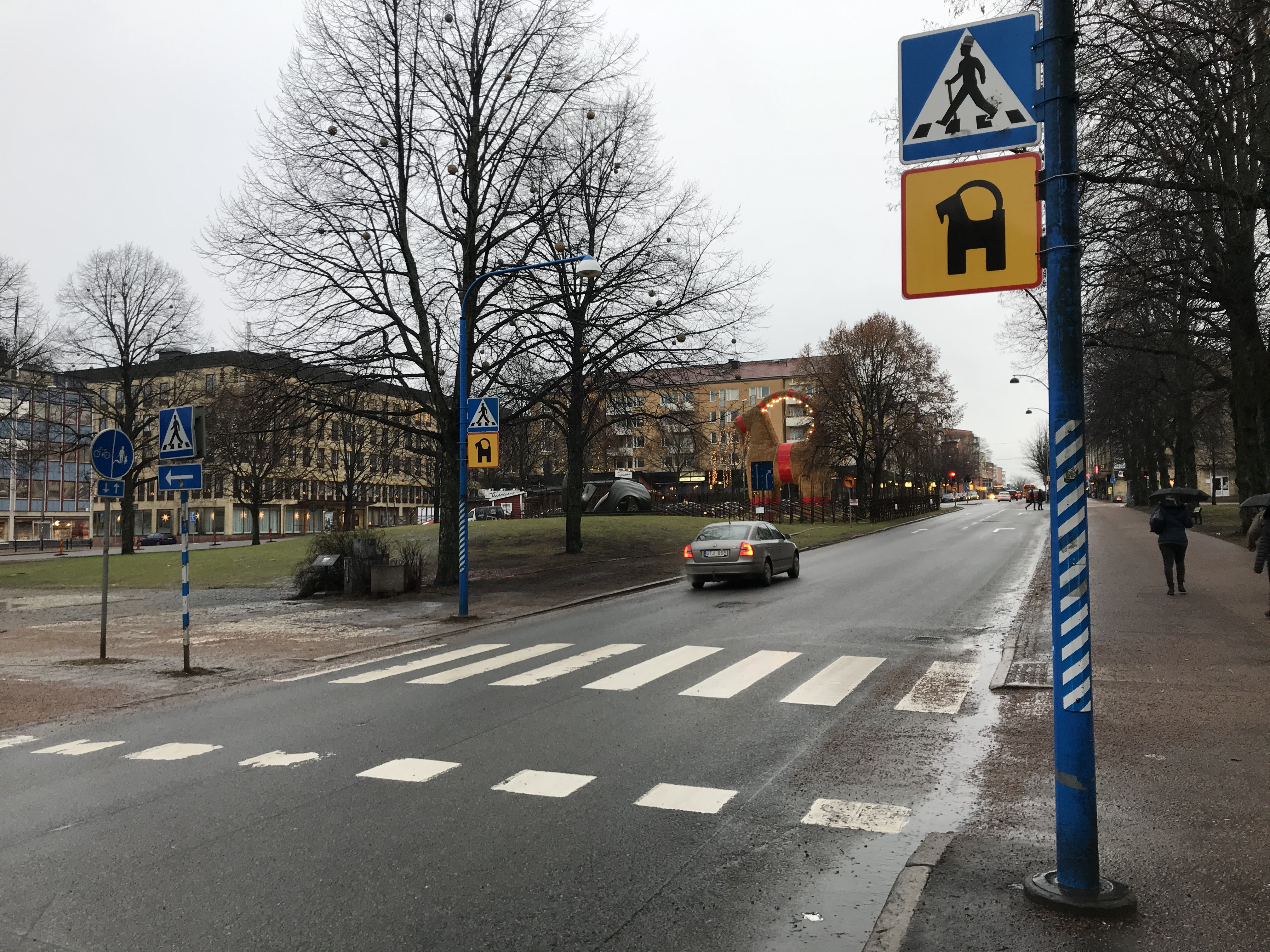
Nya övergångsställen med "bockskyltar" infördes 2019.

Gävlebocken är en stor julbock av halm som sedan 1966 varje år sätts upp i Gävle. Från början stod den på Slottstorget, och sedan 2022 på Rådhusesplanaden strax norr om Rådhustorget. Den sätts upp inför första söndagen i advent. Under de flesta år har den olovligen bränts ned.
Under de 56 åren som bocken ställts upp (2022) har den 19 gånger stått kvar mer eller mindre oskadd. Den längsta perioden bocken fått stå orörd är fyra år, åren 2017-2020. Bocken har bränts upp 30 gånger och även förstörts på andra sätt, bland annat genom att slås sönder eller bli påkörd. Att på något sätt sabotera eller bränna ner bocken är olagligt. Hovrätten fastställde 2018 att det klassas som grov skadegörelse, vilket motsvarar tre månaders fängelse.
Traditionen att sätta upp bocken upprätthålls av Gävle kommun och Gävle centrumsamverkan.  Åren 1966–1970 organiserades bockbygget av Söders Köpmän, men efter flera bränder lades projektet ned. Då tog Naturvetenskapliga föreningen på Vasaskolan över initiativet och byggde bockar i olika storlekar under flera år. 1986 återupptog Söders Köpmän traditionen varför det under flera år byggdes två bockar, en stor organiserad av Söders Köpmän och en liten, organiserad av Vasaskolan. Gävlebocken nämns i Guinness rekordbok som världens största halmbock.

## Nedbränning

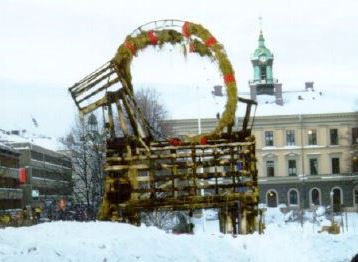
Julbocken efter branden i december 1998.

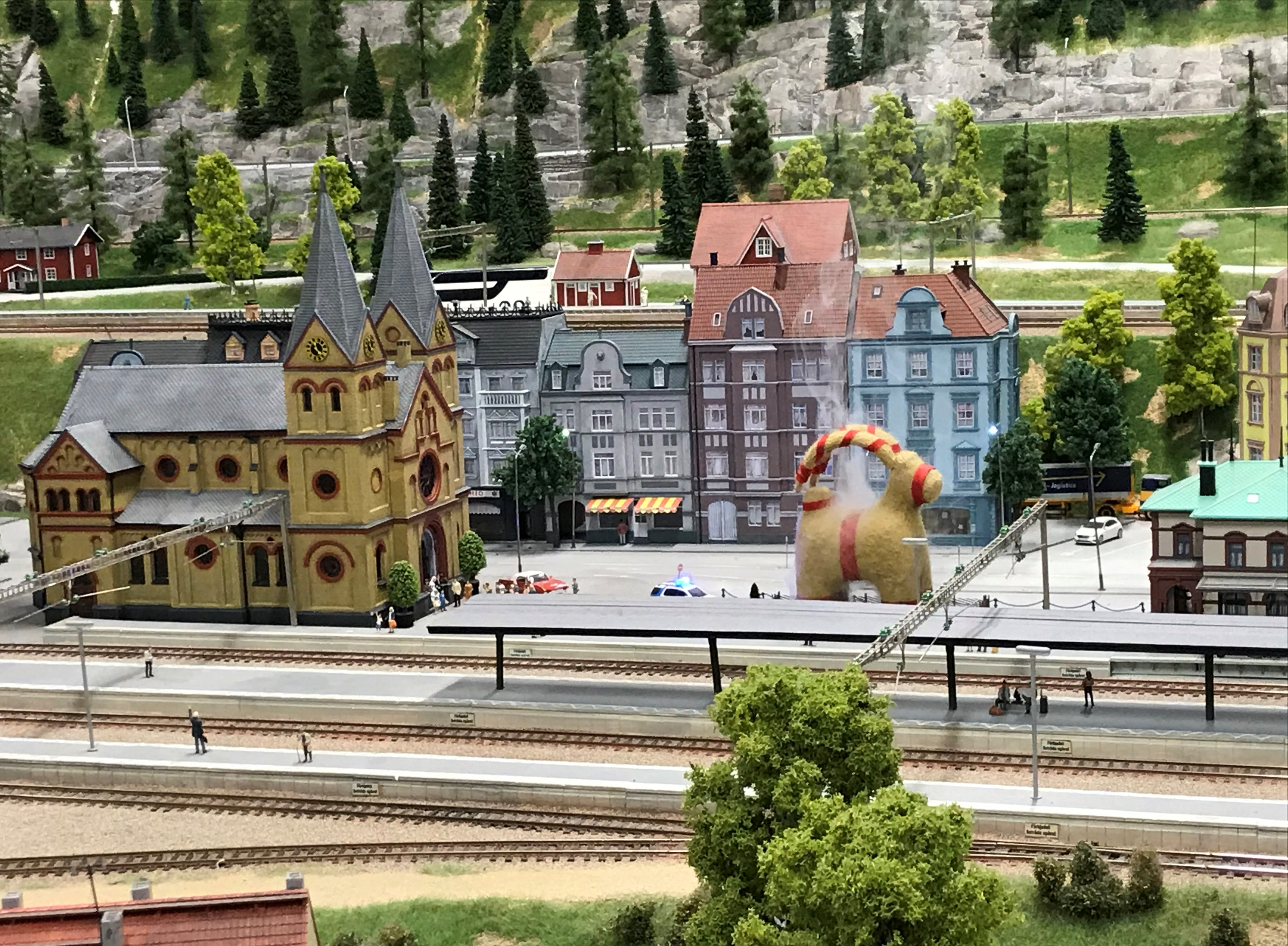
Gävlebocken brinner i Miniature Kingdom i Kungsör. Till vänster om bocken Sjömanskyrkan.

Nästan varje år har julbocken olovligen bränts ned: På hela 1970- och 1980-talet stod den endast orörd två år. Det har påpekats att det faktum att bocken bränts ned är det som gjort den känd, även internationellt, och därmed gett Gävle uppmärksamhet. Nedbränningen är dock olaglig och rubriceras som grov skadegörelse. Olika försök har gjorts för att förhindra att bocken bränns, till exempel vakter, webbkamerasändning eller impregnering av materialet för att minska antändligheten.
Det har förekommit flera förslag om att bocken under kontrollerade former ska brännas ned, vilket också skedde 1997. År 2003 hörde amerikanen Lawrence Jones av sig (som själv brände ned bocken 2001) och föreslog att det årligen skulle arrangeras en eldfest där bocken brändes lagligt. Ett liknande medborgarförslag röstades ner av kommunfullmäktige den 14 december 2015. En av motiveringarna till att förslaget röstades ner var att man inte ville uppmuntra till mordbrand.
Bocken har blivit så känd för att brännas, att den också framställs brinnande på modelljärnvägsmuseet Miniature Kingdoms modell av Gävle. Vissa medlemmar i bockkommittén anser även att bocken måste brinna ibland för att upprätthålla intresse. Gävle kommun har själva anspelat på bockens ofta tragiska öde. 2015 kunde man på anslagstavlor vid bocken läsa att allmänheten kunde "följa bocken till den går sitt årliga okända öde till mötes".

## Konstruktion
Bocken består av en stomme av trä som kläs med vävda mattor av halm eller vass. Till 1966 års bock gick det åt 20 kubikmeter halm, en kilometer trävirke, 20 meter järn, 3 000 spikar och skruvar och en och en halv kilometer bindgarn. Den vägde runt 3 ton.

## Vadslagning
Både i Sverige och i andra länder förekommer det sedan 1988 vadslagning om huruvida och på vilket datum bocken kommer att brännas ner. Redan 1988 förekom bocken på engelska vadslagningslistor. År 2014 var oddset enligt vadslagningssajten Betway 1,3 gånger pengarna på att bocken skulle brännas och 3 gånger pengarna på att den skulle klara sig över julen.

## Historik
Se även den detaljerade tidslinjen nedan.

### 1966-1970: Traditionen börjar
Den 1 december 1966 ställdes den 10 meter höga och 3 ton tunga halmbocken upp på torget för första gången. Vem som kom på idén att ställa en gigantisk variant av en traditionell julbock på Slottsberget i Gävle är inte helt klarlagt, men tre personer omnämns som möjlig upphovsman: reklammannen Stig Gavlén (1927–2018), TV-handlaren och ordförande i köpmannaföreningen Harry Ström och Inga Ivarsson. Konstruktionen och utseendet överläts till Stig Gavléns bror, chefen för Gävle brandkår, Jörgen Gavlén. Bocken byggdes av brandkåren fram till 1970 och senare även under perioden 1986–2002. Den första bocken finansierades av Harry Ström och kostade 10 000 kronor att producera. Vid tolvslaget på nyårsaftonen sattes bocken i brand. Gärningsmannen hittades och åtalades för grov skadegörelse.
1967 och 1968 års bockar brändes inte ned och byggdes således på samma stomme. Dessa bockar var 12 meter höga, 6,5 meter långa med 3 meter höga ben. 1969 års bock var den första som sponsrades av Gävles stadsfullmäktige. Bocken brann på nyårsnatten och gärningsmannen greps aldrig. 1970 års bock brann ned redan natten efter invigningen. De två männen i 20-årsåldern som tänt på greps och anhölls för mordbrand. Samma år återuppbyggdes bocken i vass. Efter detta år tröttnade Söders Köpmän på projektet, som därmed lades ned.

### 1971-1986: Vasaskolans bock

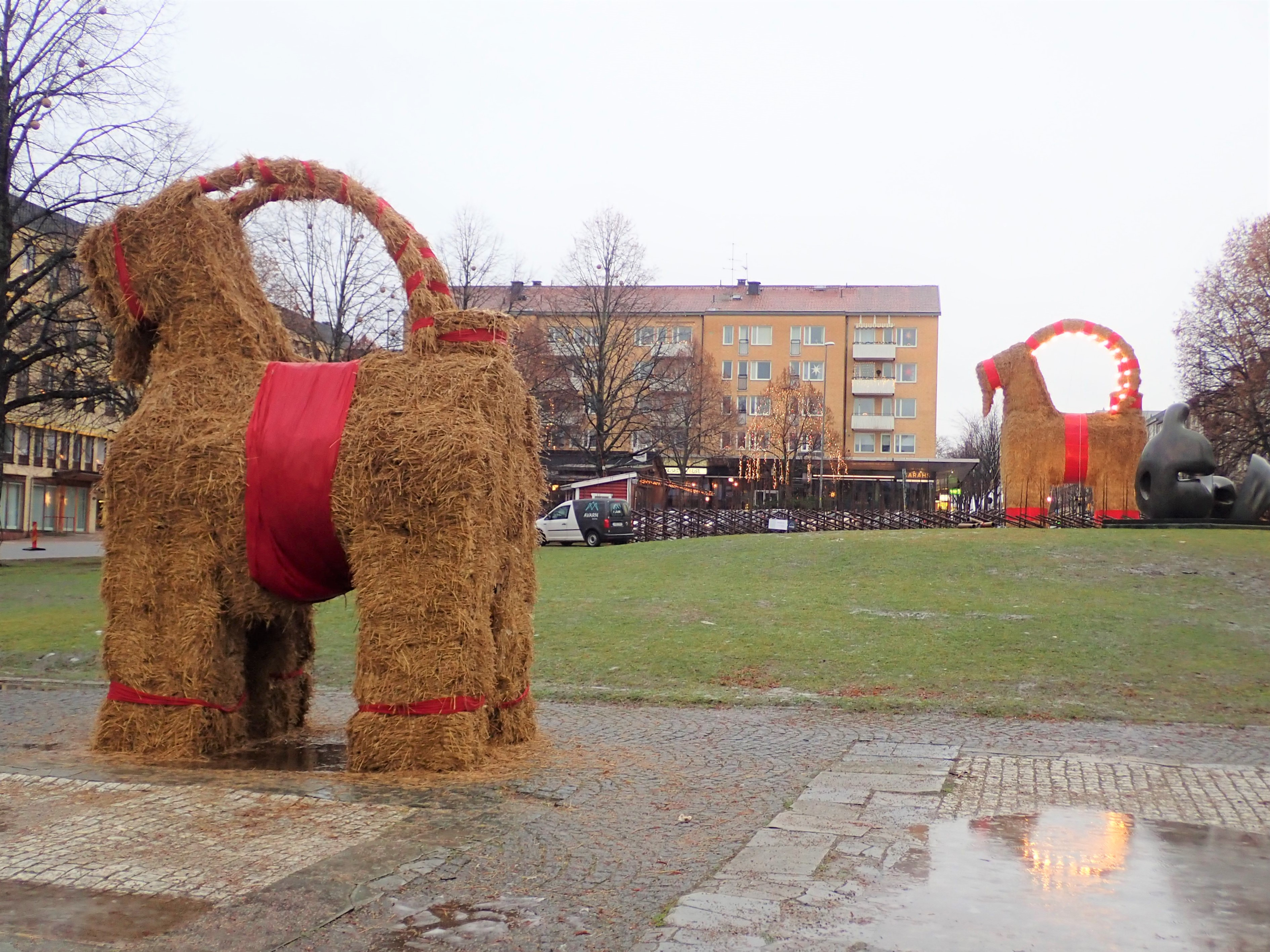
Gävlebockarna 2019. Sedan 1986 byggs två bockar. I förgrunden Vasaskolans mindre bock.

Istället tog Vasaskolans Naturvetenskapliga förening över och byggde 1971 en 1,5 meter hög bock som placerades på den gamla bockens plats. Under åren 1971-1985, då endast denna mindre bock ställdes upp, råkade den varje år ut för sabotage: till exempel blev 1971 års bock sönderslagen, 1973 års bock stals och 1976 års upplaga mejades ned av raggarbilar.
1985 byggde Vasaskolan, med finansieringshjälp av Söders Köpmän, den dittills högsta bocken som mätte 12,5 meter på höjden och som därmed kom in i Guinness rekordbok. Denna bock fick något annorlunda proportioner, med extra lång hals. I slutet av januari brändes den ned. Året därpå tog Söders Köpmän upp bockbyggandet igen vilket resulterade i protester från Vasaskolan, som också byggde en bock. Sedan dess har det årligen byggts två bockar, en större och en mindre.

### 1987-1990: Bocken blir rikskänd
Kring mitten av 1980-talet började begreppet "Gävlebocken" användas i riksmedia. 1987 års bock blev den högsta hittills och med sina 12,93 meter kom den in i Guinness rekordbok. Den brann veckan före jul trots att den både dränkts in med vatten och impregnerats. 1988 kunde man för första gången slå vad på om och när bocken skulle brinna, på en engelsk vadslagningsbyrå. Trots det brann den aldrig detta år, och stod oskadd för första gången på tjugo år. 1989 brann den redan innan den var färdigbyggd, men bocken återuppbyggdes och stod fram till januari 1990 då även denna upplaga brann.  I mars 1990 byggdes ännu en ny bock upp, då till inspelningen av filmen Black Jack.

### 1990-tal: "Hälsingebocken" och annan kommersialisering
1991 spändes bocken för en släde, full med paket som gjorde reklam för olika affärer och varor. Detta skapade debatt och släden togs bort. 1992 års bockbrännare greps och dömdes för de dubbla bränderna av den stora bocken den 5:e och den 20:e december, samt brännandet av den mindre bocken. Trots detta byggdes den stora bocken upp en tredje gång för att under namnet "Hälsingebocken" bli symbol för den så kallade Gävleborgskampanjen: Hälsinge regemente skulle läggas ned och arbetslösheten i länet var stor. För att skapa uppmärksamhet kring problemet skeppades bocken till Stockholm och sattes på en flotte i Stockholms ström, där den slutligen förankrades mitt framför Lejonbacken och Kungliga Slottet. 1993 sattes en gärdsgård upp runt bocken. 1994 byggdes det utöver halmbockarna även en bock i trä som skickades till VM i ishockey i Italien. Senare placerades den utanför Furuviksparkens entré och därefter vid Gävle Bro. 1995 års bock kostade 150 000 kronor att producera och bekostades av Söders köpmän, Gävle kommun och Arbetarbladet. 1996 års bock filmades med en webbkamera så att man kunde följa bockens öde via internet. 1997 bestämde bockkommittén att bocken skulle brännas upp som ett jippo och Stig Gavlén bland andra deltog i bränningen.

### 1999-2010:Spectacle for a Millenniumoch impregnering
Till millennieskiftet gjorde Gävle konstcentrum, hösten 1999, utställningen Spectacle for a Millennium (Skådespel för ett årtusende) med konstnären Carina Gunnars, som kretsade kring byggande och bränningen av bocken. Bocken för år 1999 brändes ned efter bara några timmar, men återuppbyggdes före lucia. 2001 års bock brändes ned av den 50-årige amerikanen Lawrence Jones som var på besök i Sverige. Han häktades och dömdes senare till en månads fängelse och att betala 100 000 kronor i skadestånd till Föreningen Söders Köpmän. Häktningstiden kvittades mot fängelsedomen och Jones lämnade landet utan att betala skadeståndet.
År 2002 fick bocken för första gången på fem år stå kvar, men fick utstå ett antändningsförsök av en ditrest stockholmare. Bocken brändes ner år 2003, två nätter före lucia. En vecka senare hade man konstruerat en ersättningsbock som klarade sig. 2004 kom en ny form av sabotage mot bocken: Gävle kommuns webbplats hackades i november och meddelandet ”Burn bockjaevel” syntes på både webbsidan och webbkameran. Den blev också nedbränd senare. År 2006 impregnerades bocken, något som gjorde att den fick stå helt orörd förutom vid ett litet bränningsförsök då någon endast lyckades bränna upp ett av bockens röda band. Även år 2007 impregnerades bocken. Efter klagomål att bocken sett blöt ut, vilket berott på att impregneringen gjort att halmen dragit åt sig vatten, impregnerades bocken inte åren 2008-2009. År 2009 brändes julbocken ned samtidigt som kommunens webbplats utsattes för en överbelastningsattack, vilket resulterade i att webbkamerorna blev väldigt tröga och att bilden stannade. Bilderna återvände först när bocken var bränd och polis med brandkår redan var på plats.

### 2010-tal
År 2010 anlitades för första gången vakter som bevakade bocken dygnet runt. Trots det gjordes vissa försök att sabotera bocken. Två män planerade till exempel att kidnappa Gävlebocken och ta den till Stockholm med hjälp av helikopter och erbjöd en av väktarna 50 000 kronor om han kunde "lämna sitt pass några minuter före jul". Under året 2011 såldes julbocken som kramdjur i Gävle för att finansiera bättre bevakning av bocken. Det gjordes ett försök med ett nytt flamskyddsmedel 2013, men det förhindrade inte en ny brand. Påtändandet fångades den 21 december på bild av kommunens övervakningskamera. Samma dag tog fyra personer på sig skulden i massmedia, med en egen film som visar när bocken antänds. År 2014 fick den mindre bocken bara stå i en vecka innan frambenen på den slogs sönder, medan den stora bocken stod kvar oskadd. Samma år hade kommunen meddelat att om bocken stod kvar hela säsongen skulle de skicka den till Zhuhai, Gävles vänort i Kina. Den skulle anlända lagom till den 19 februari 2015 då Getens år inleddes, klädd i blommor istället för, som i Sverige, halm. Det framkom dock senare att det inte var Gävlebocken som skulle transporteras, utan virke till en ny bock som skulle byggas upp på plats i Kina.
De återkommande nedbränningarna ledde till att initiativtagaren Stig Gavlén ville att Gävle kommun skulle upphöra med traditionen 2015, om inte kommunen kunde få stopp på bränderna. År 2015 restes bocken trots det helt enligt tradition.
Åren 2017-2020 fick bocken stå orörd, vilket är rekord. Dock brändes Vasaskolans bock 2019.

### 2020-tal
Med anledning av den pågående coronapandemin skedde invigningen 2020 digitalt och den sedvanliga folkfesten under invigningen uteblev. 2021 blev både den större och mindre bocken nedbrända, vid olika tillfällen.
Under 2023 klarade sig bocken från nedbränning, men fick ändå liknande uppmärksamhet i och med att kajor istället åt upp halmen.

## Bildgalleri

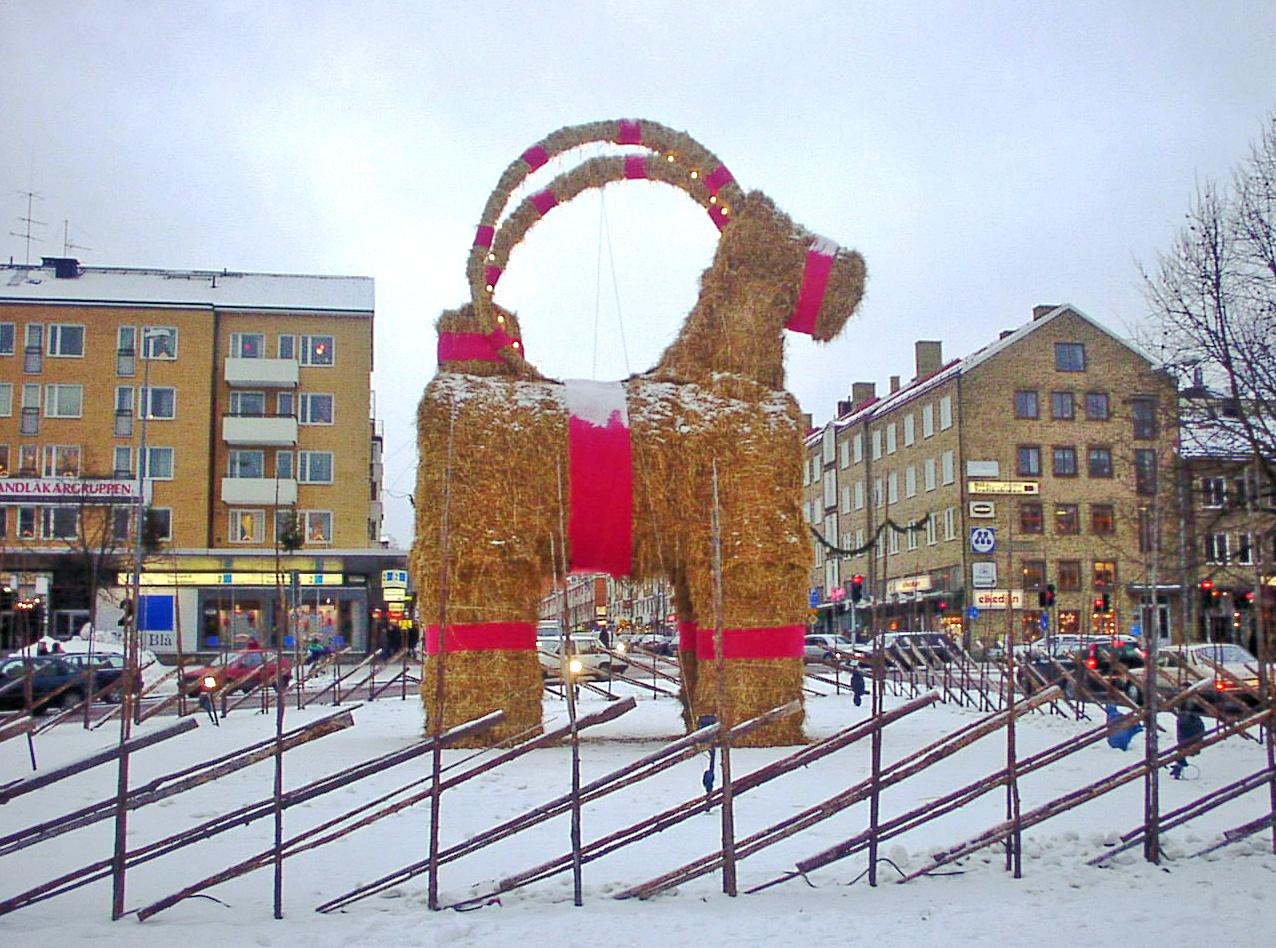
Julbocken 2003 sedd från Södra Strandgatan två dagar innan den brann ned.
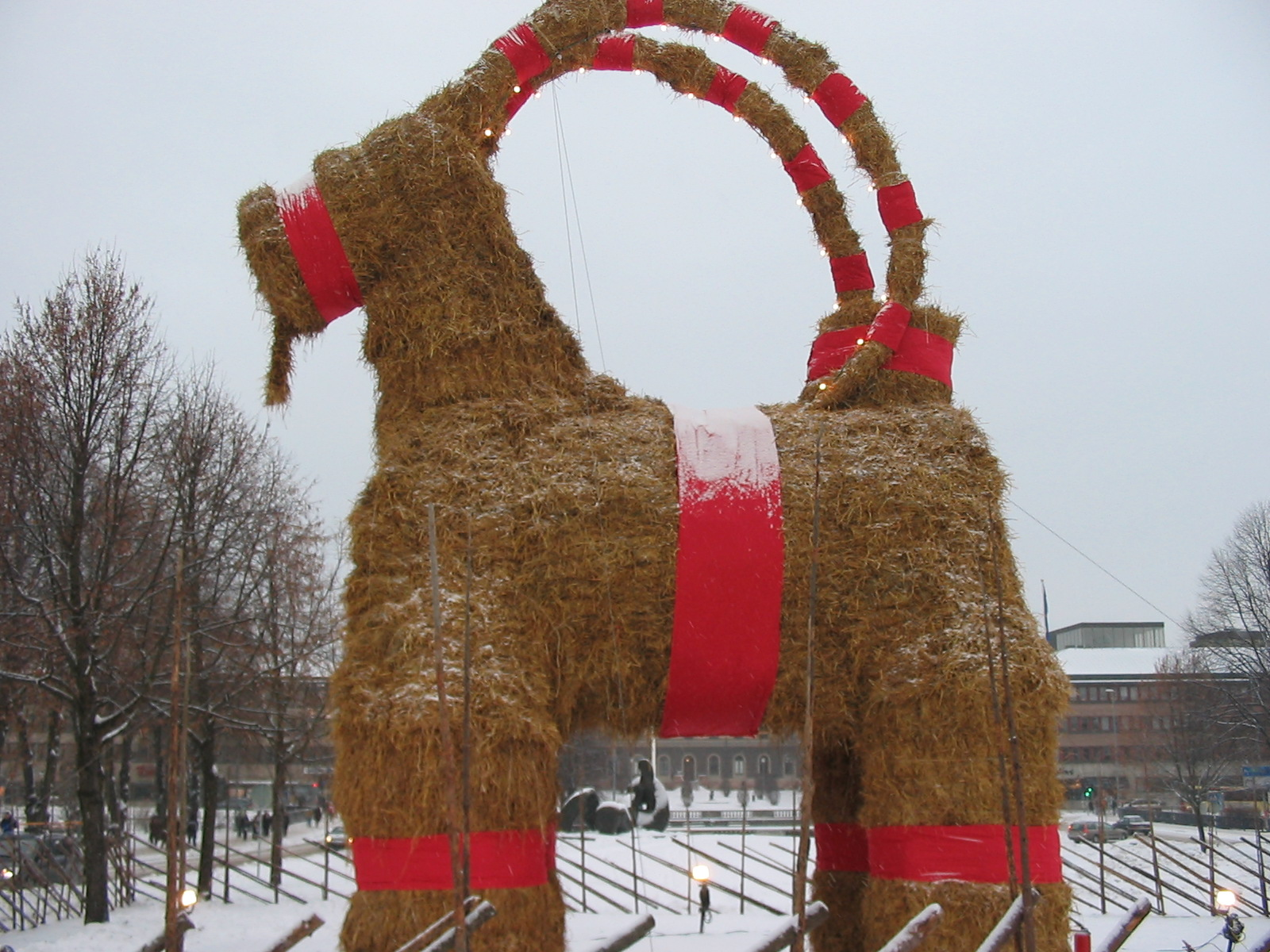
Julbocken 2004.
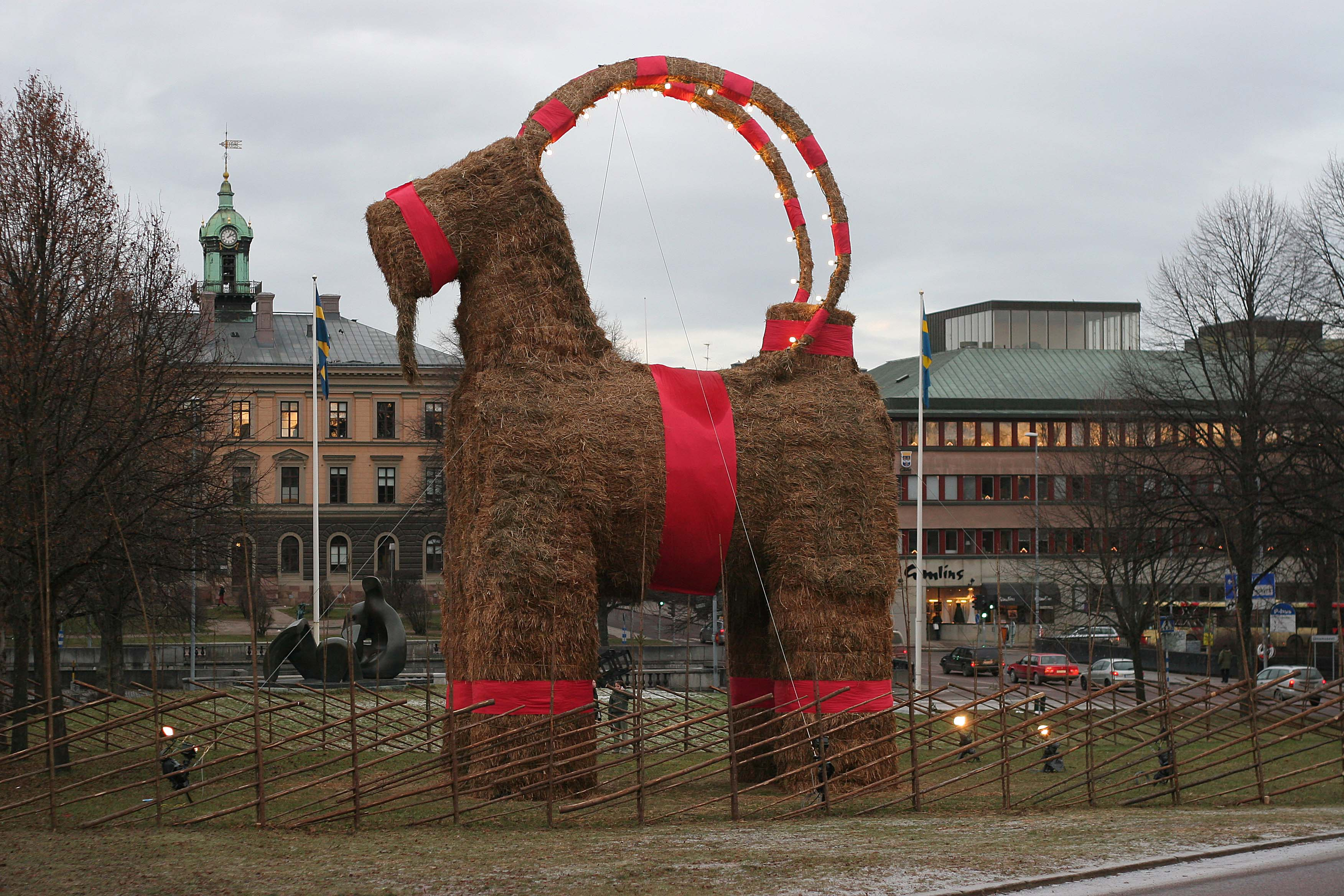
Julbocken den 23 december 2006.
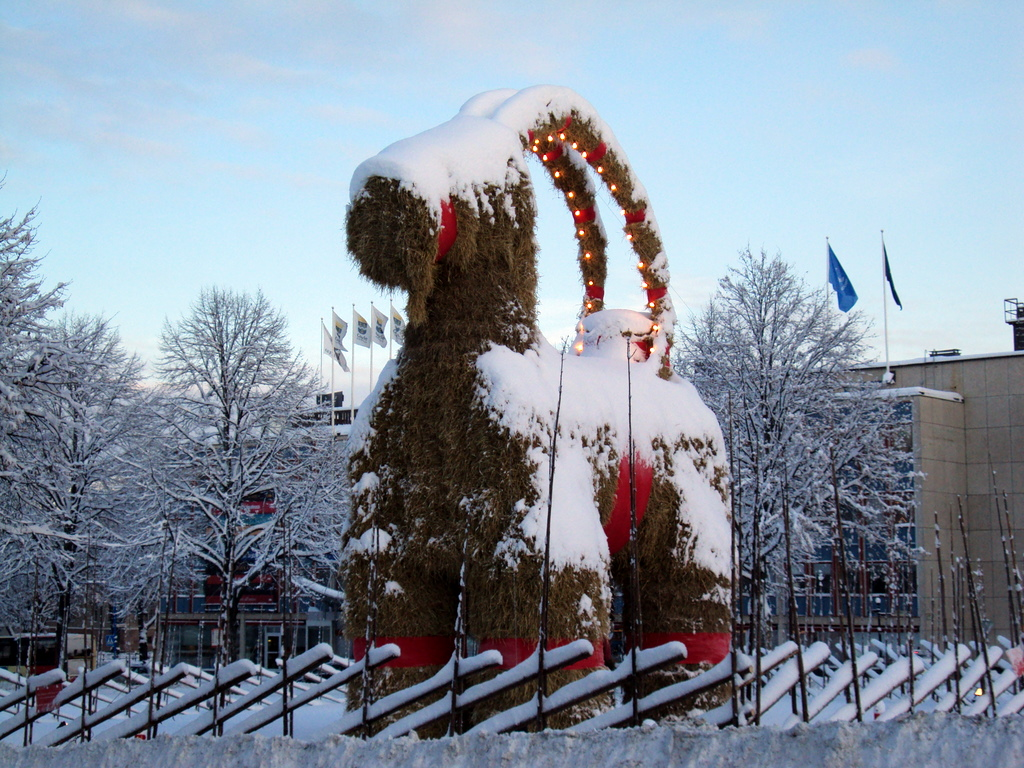
Gävlebocken den 21 december 2009.
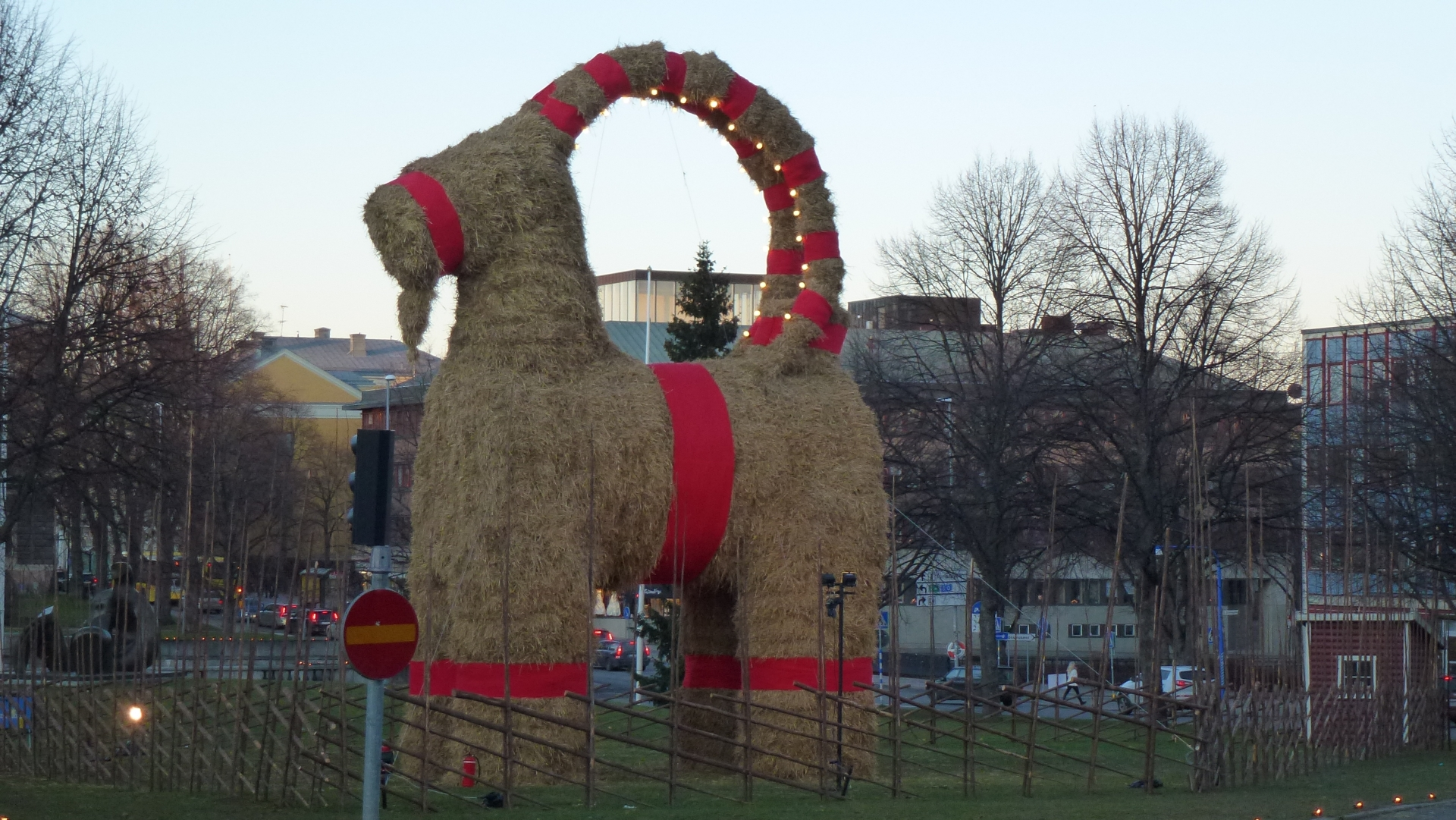
Julbocken 2011, en vecka innan den brann ned.
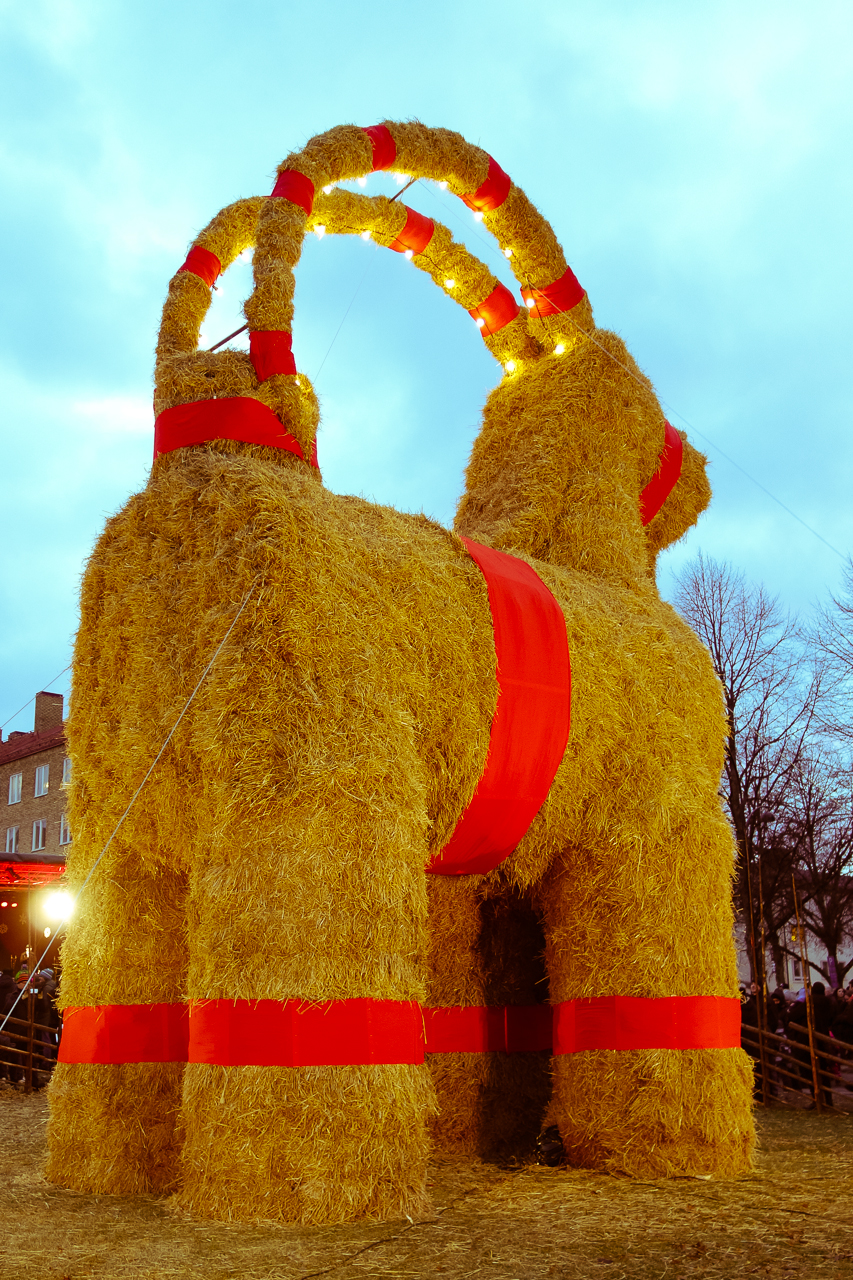
Julbocken vid invigningen 2013.

## Tidslinje

### 1960-tal
| År   | Ökad säkerhet                               | Datum för förstörelse | Öde       | Notering |
| ---- | ------------------------------------------- | --------------------- | --------- | --- |
| 1966 |                                             | 31 december kl. 00.00 | Brändes   | Gävlebocken sätts för första gången upp på Slottstorget i Gävle. På nyårsnatten klockan 00.00 gick bocken upp i rök. Gärningsmannen åtalades för grov skadegörelse. |
| 1967 |                                             | Stod kvar             | Stod kvar | |
| 1968 | Staket.                                     | Stod kvar             | Stod kvar | |
| 1969 | Bocken skyddades på insidan av kycklingnät. | 31 december           | Brändes   | |

### 1970-tal
| År   | Ökad säkerhet                                                     | Datum för förstörelse         | Öde                       | Notering |
| ---- | ----------------------------------------------------------------- | ----------------------------- | ------------------------- | --- |
| 1970 |                                                                   | Sex timmar efter uppsättandet | Brändes                   | Den första bocken brändes sex timmar efter uppsättandet. Två ungdomar bands till dådet. Med hjälp av olika bidragsgivare sattes bocken upp igen, fast den här gången gjord av vass. |
| 1971 |                                                                   | i.u.                          | Slogs sönder              | Köpmännen tröttnade på brända bockar och lade av med bockverksamheten. Naturvetenskapliga föreningen från Vasaskolan tog över istället. Deras lilla bock slogs sönder.              |
| 1972 |                                                                   | i.u.                          | Sjönk ihop efter sabotage | |
| 1973 |                                                                   | i.u.                          | Stulen                    | Gärningsmannen tog hem bocken och hade den på sin bakgård. Han blev sedan dömd till två års fängelse för grov stöld.                                                                |
| 1974 |                                                                   | i.u.                          | Brändes                   | |
| 1975 |                                                                   | i.u.                          | Kollapsade                | Bocken kollapsade av sig själv. |
| 1976 |                                                                   | i.u.                          | Påkörd                    | En student körde en Volvo Amazon in i bockens bakben så att den kollapsade. |
| 1977 |                                                                   | i.u.                          | Brändes                   | |
| 1978 |                                                                   | i.u.                          | Slogs sönder              | |
| 1979 | Efter att den första bocken brändes ner impregnerades ersättaren. | Innan den hann sättas upp     | Brändes                   | Efter att bocken bränts ner byggdes en ny bock, impregnerad för att inte kunna brännas ner. Denna andra bock blev sönderslagen.                                                     |

### 1980-tal
| År   | Ökad säkerhet                                                                    | Datum för förstörelse     | Öde                      | Notering |
| ---- | -------------------------------------------------------------------------------- | ------------------------- | ------------------------ | --- |
| 1980 |                                                                                  | 24 december               | Brändes                  | |
| 1981 |                                                                                  | Stod kvar                 | Stod kvar                | |
| 1982 |                                                                                  | 13 december               | Brändes                  | |
| 1983 |                                                                                  | i.u.                      | Bockens ben slogs sönder | |
| 1984 |                                                                                  | 12 december               | Brändes                  | |
| 1985 | 2 meter högt metallstaket runt bocken, vaktad av Securitas och soldater ur I 14. | januari                   | Brändes                  | Den 12,5 meter höga bocken kom med i Guinness rekordbok. |
| 1986 |                                                                                  | 23 december               | Brändes                  | Köpmännen byggde en stor julbock och Vasaskolan en liten. Från och med detta år byggs det två bockar i Gävle varje år. Den stora bocken blev nedbränd natten till julafton. |
| 1987 | Väl impregnerad.                                                                 | Veckan före jul           | Brändes                  | |
| 1988 |                                                                                  | Stod kvar                 | Stod kvar                | För första gången kom bockens öde upp på engelska oddslistor. |
| 1989 |                                                                                  | Innan den hann sättas upp | Brändes                  | Det samlades ihop pengar från allmänheten till ny bock, som brändes ned i januari.                                                                                          |

### 1990-tal
| År   | Ökad säkerhet           | Datum för förstörelse | Öde       | Notering |
| ---- | ----------------------- | --------------------- | --------- | --- |
| 1990 |                         | Stod kvar             | Stod kvar | Många frivilliga stod vakt vid bocken. |
| 1991 |                         | 24 december           | Brändes   | Brann upp på julaftonsmorgonen. En ny bock fördes senare till Stockholm för att delta i en kampanj mot beslutet att lägga ned regementet I 14.                                  |
| 1992 |                         | Efter åtta dagar      | Brändes   | Även Vasaskolans bock brann samma natt. Den stora bocken byggdes upp igen, men brann återigen den 20 december. Gärningsmannen bakom alla tre bränningarna (samma person) greps. |
| 1993 |                         | Stod kvar             | Stod kvar | Vasaskolans bock på 16 meter kom med i Guinness rekordbok. |
| 1994 |                         | Stod kvar             | Stod kvar | |
| 1995 |                         | 25 december           | Brändes   | Efter att bocken brunnit ner på juldagsmorgonen byggdes den upp igen till stadens 550-årsjubileum.                                                                              |
| 1996 | Vaktades av webbkamera. | Stod kvar             | Stod kvar | |
| 1997 |                         | Stod kvar             | Stod kvar | Klarade sig med begränsade skador från raketer. |
| 1998 |                         | 11 december           | Brändes   | Brändes ner trots snöoväder. Byggdes sedan upp igen. |
| 1999 |                         | Efter några timmar    | Brändes   | Återuppbyggdes före lucia. |

### 2000-tal
| År   | Ökad säkerhet                    | Datum för förstörelse | Öde       | Notering |
| ---- | -------------------------------- | --------------------- | --------- | --- |
| 2000 |                                  | Några dagar före nyår | Brändes   | |
| 2001 |                                  | 23 december           | Brändes   | En 51-årig turist från USA tände eld på bocken. |
| 2002 |                                  | Stod kvar             | Stod kvar | En 22-åring från Stockholm försökte tända eld på den stora bocken men misslyckades.                                                                    |
| 2003 |                                  | 12 december           | Brändes   | |
| 2004 |                                  | 21 december           | Brändes   | Gävle kommuns webbplats hackades i november och meddelandet ”Burn bockjaevel” syntes på både webbsidan och webbkameran.                                |
| 2005 |                                  | 3 december kl. 21:08  | Brändes   | Två gärningsmän, utklädda till tomte respektive pepparkaksgubbe, sköt eldpilar på bocken.                                                              |
| 2006 |                                  | Stod kvar             | Stod kvar | Ett misslyckat försök att tända eld på bocken genomfördes natten den 15 december, men resulterade bara i att bocken blev lite svedd på sitt högra ben. |
| 2007 | Impregnerad med flamskyddsmedel. | Stod kvar             | Stod kvar | Inga försök att bränna bocken genomfördes. |
| 2008 |                                  | 27 december kl. 03:50 | Brändes   | Bocken var inte impregnerad med flamskyddsmedel. Ett misslyckat försök att bränna ner bocken skedde den 26 december.                                   |
| 2009 |                                  | 23 december kl. 03:10 | Brändes   | Antändning kombinerades med en överbelastningsattack mot webb-sändningen.                                                                              |

### 2010-tal
| År   | Ökad säkerhet | Datum för förstörelse | Öde       | Notering |
| ---- | --- | --------------------- | --------- | --- |
| 2010 | Bevakning dygnet runt av väktare. | Stod kvar             | Stod kvar | |
| 2011 | | 2 december kl. 02:50  | Brändes   | Det fanns planer att spruta vatten på bocken för att skapa en isbock vilket skulle förhindra brand. Plusgrader gjorde detta omöjligt. |
| 2012 | | 12 december kl. 23:54 | Brändes   | Vid 4-tiden på morgonen den 2 december hällde två män bensin på bockens ben, men innan de hann tända på flydde de sedan de blivit upptäckta av vittnen. 12 december, nära midnatt, brändes bocken ned. Branden startade i vänster bakben. |
| 2013 | Bocken var impregnerad med ett annat flamskyddsmedel än tidigare, bestående av naturliga salter och vatten.                                                                 | 21 december kl. 04:04 | Brändes   | Det nya flamskyddsmedlet fungerade inte. Gävlepolisen bekräftade att det var flera maskerade personer som satte eld på bocken tidigt på morgonen den 21 december och därefter sprang från platsen. Samma dag tog fyra personer på sig skulden i massmedia med en egen film som visar när bocken antänds.                                                     |
| 2014 | En taxiväntplats hade tillfälligt flyttats till Slottstorget under perioden bocken var uppställd. Detta för att eventuella bockbrännare lättare skulle kunna bli upptäckta. | Stod kvar             | Stod kvar | Vid tre tillfällen ingrep väktare efter att personer klättrat över staketet till bocken. En person som bar en tändare misstänktes för förberedelse till grov skadegörelse, men släpptes efter polisförhör. |
| 2015 | | 27 december kl. 03:15 | Brändes   | En berusad 25-åring greps av polisen sedan han tänt på bocken under ett obevakat tillfälle och avvikit från platsen. Senare under dagen erkände han gärningen. Vid sextiden på nyårsdagens morgon 2016 brändes Vasaskolans lilla bock på Slottstorget ner. En man dömdes till villkorlig dom och dagsböter. Han dömdes även till 80 000 kronor i skadestånd. |
| 2016 | Så kallad intelligent kamerabevakning skickade signal till en larmcentral om någon rörde sig i området.                                                                     | 27 november kl. 23:06 | Brändes   | Bocken brändes bara några timmar efter invigningen, trots den höjda säkerheten. |
| 2017 | Dubbla och högre staket runt bocken. Dessutom vakter och kameraövervakning.                                                                                                 | Stod kvar             | Stod kvar | Bocken invigdes den 3 december. Inga kända bockbränningsförsök genomfördes. |
| 2018 | Staket, kameror och vakter för att öka mängden människor runt omkring bocken. Taxiparkeringar i närheten flyttades.                                                         | Stod kvar             | Stod kvar | Bocken invigdes den 2 december. Gävlebockens twitterkonto nämnde två bockbränningsförsök, ett den 7 december och ett den 31 december, då någon som påstod sig behöva låna en toalett gjorde intrång i bockens inhägnad. |
| 2019 | | Stod kvar             | Stod kvar | Bocken invigdes den 1 december. Vasaskolans bock brann (men förstördes inte helt) under de tidiga timmarna den 27 december. En gärningsman blev omhändertagen. |

### 2020-tal
| År   | Ökad säkerhet | Datum för förstörelse                       | Öde                                         | Notering |
| ---- | ------------- | ------------------------------------------- | ------------------------------------------- | --- |
| 2020 |               | Stod kvar                                   | Stod kvar                                   | Digital invigning på grund av pandemin. |
| 2021 |               | 17 december                                 | Brändes                                     | Bocken invigdes den 28 november 2021. Den 12 december blev Vasaskolans bock till hälften nedbränd . Klockan 03:35 den 17 december brändes den stora Gävlebocken. Den brann snabbt ned helt. En misstänkt gärningsman i 40-årsåldern konfronterades av ögonvittnen och kunde senare gripas av polis. Vid gripandet hade han sot på händerna. Han dömdes av Gävle tingsrätt till sex månaders fängelse och cirka 109 000 kronor i skadestånd till Gävle kommun. |
| 2022 |               | Stod kvar                                   | Stod kvar                                   | Detta år uppfördes bocken på Rådhusesplanaden, en bit ifrån Slottstorget där den stått tidigare år. |
| 2023 |               | Stommen stod kvar, halmen åts upp av fåglar | Stommen stod kvar, halmen åts upp av fåglar | Bocken invigdes den 3 december 2023. Även detta år placerades bocken på Rådhusesplanaden. På grund av sommarens blöta väder blev halmen liggande och kornen kvar på halmen. Detta lockade till sig fåglar som plockade på sig korn från bockens horn. Mot slutet av december var bocken nästan helt avklädd sin halm, med grundskelettet i trä synligt. Den 2 januari plockades bocken ner med nästan bara skelettet kvar.                                    |
| 2024 |               | Stod kvar                                   | Stod kvar                                   | Bocken invigdes den 1 december 2024. Sent på kvällen den 13 december spreds en videosändning online där bocken verkade brinna. Detta visade sig dock vara en fejkvideo som skapats med hjälp av AI. |

## Föregångare och efterföljare
Julbocken (julbockarna) i Gävle har bland annat inspirerat till halmbockar på andra håll. Även efterföljarna har drabbats av brandtillbud.

### Sverige
Sedan mitten av 1990-talet finns en julbock i Örebro. Den är dock inte klädd med halm utan med granris och har också bränts ner flera gånger. Örebro har dock haft en halmbock tidigare. KFUM:s julbock 1950 var placerad på Storgatan 23 och förbipasserande var tvungna att gå under den. I Huskvarna ställs julkärve ut inför jul. Kinna gav sig också in bockbyggandet och satte i december 2012 upp en egen bock av granris som utsattes för ett eldningsförsök två veckor efter uppförandet. Branden kunde dock snabbt släckas.

### Island
Sedan 2010 har Ikea i Garðabær utanför Reykjavík på Island uppfört en halmbock efter inspiration från Gävlebocken. Den har brunnit ner flera gånger, bland annat har personer medvetet tänt på den, men även på grund av elfel. Den har även vält på grund av hårda vindar.

### Finland
Vasa i Österbotten uppförde en halmbock kallad Vasabocken år 2017 som brändes ned 1 februari. Det var femte och sista året i rad som halmbocken restes på Vasa torg. Branden undersöktes som skadegörelse, och gärningsmannen blev skyldig att betala flera tusen euro för skadegörelse.